# 蓬泰圣彼得罗
蓬泰圣彼得罗（義大利語：Ponte San Pietro）是意大利贝加莫省的一个市镇。总面积4.59平方公里，人口11352人，人口密度2473.2人/平方公里（2009年）。国家统计（ISTAT）代码为016170。